# 범박초등학교
범박초등학교(範朴初等學校)는 대한민국 경기도 부천시 오정구 범박동에 있는 공립 초등학교이다.

## 학교 연혁
- 1975.08.02 범박심상소학교 설립인가(10학급)
- 1986.09.01 범박국민학교 개교(14학급)
- 1986.09.01 초대 유성준 교장선생님 부임
- 1988.02.13 제1회 졸업식(남 12명, 여 93명 총 누계 1,934명)
- 1996.03.01 범박초등학교로 교명변경(17학급)
- 1996.10.08 학교급식 실시
- 1997.03.10 병설유치원 개원
- 2006.03.01 특수학급 신설
- 2008.10.01 제11대 김진화 교장선생님 부임
- 2009.05.01 2009 학교교육과정 편성운영 우수교 교육장 표창
- 2009.12.21 초등교과특성화학교 운영 우수교 교육감 표창
- 2009.12.30 자율영재교실 운영 우수교 교육감 표창
- 2010.02.09 제23회 졸업식(총 졸업생 3,083명)
- 2010.03.01 17학급 편성(특수학급 포함
- 2011.02.16 제24회 졸업식
- 2011.03.01 제12대 류순옥 교장선생님 취임
- 2011.03.01 15학급 편성(특수학급 포함)
- 2011.09.01 3학급 증설(특수학급 포함 총 18학급)
- 2012.02.15 제25회 졸업식(총 졸업생 3,296명)
- 2012.03.01 20학급 편성(특수학급 1포함)
- 2012.09.01 혁신학교 지정
- 2013.02.16 제26회 졸업식(99명,졸업생 누계 3,395명)
- 2013.03.01 22학급 편성(특수학급1포함)
- 2014.02.17 제27회 졸업식(82명, 졸업생 누계 3,477명)
- 2014.03.01 제13대 이호준 교장선생님 취임
- 2014.03.01 25학급 편성(특수학급1 포함)
- 2014.05.01 부천유아교육 여건 조성 기여 교육장 표창
- 2014.12.29 부천교육 발전 기여 교육장 표창
- 2014.12.31 경기혁신교육 발전 기여 교육감 표창
- 2015.02.13 제28회 졸업식(74명, 졸업생 누계 3,551명)
- 2015.03.01 25학급 편성(특수학급1 포함)
- 2016.02.16 제29회 졸업식(94명, 졸업생 누계 9,927명)
- 2016.03.01 제14대 이현숙 교장선생님 취임
- 2017.03.12 제19회 입학식(특수학급 273, 초등학교 1학년 324명)
- 2018.02.13 제30회 졸업생 입학식(졸업생 32명, 총 누계 7,937명)
- 2019.03.04 제20회 신입생 입학식(남 624명, 여 234명)
- 2020.03.27 제21회 입학식(초등학교 1학년 847명, 유치원 55명, 특수학급 포함)
- 2021.03.30 제23회 입학식(초등학교 1학년 123명, 유치원 24명, 특수학급 포함)
- 2022.03.01 제15대 이몽열 교장선생님 취임
- 2022.03.01 23학급 편성(특수학급1 포함)
- 2023.03.01 제16대 박성일 교장선생님 취임
- 2023.03.01 30학급 편성(특수학급 1 포함)
- 2023.05.30 학교회계 재정 유공 교육감 표창
- 2023.12.22 창호교체 및 외벽개선 공사
- 2023.12.31 학교자율과제 운영 내실화 유공 교육감 표창
- 2024.01.18 제37회 졸업식(103명, 졸업생 누계 4426명)
- 2024.03.01 34학급 편성(특수학급2 포함)
- 2024.06.15 학교스포츠클럽 축제 유공 학교 교육장 표창
- 2024.12.31 환경생태교육 유공 학교 교육장 표창
- 2024.12.31 학교체육활성화 유공 학교 교육감 표창
- 2025.01.03 제38회 졸업식(131명, 졸업생 누계 4557명)
- 2025.03.01 33학급편성(특수학급 2 포함)
- 2025.06.25 학교스포츠클럽 축제 유공 학교 교육장 표창
- 2026.09.01 개교 40주년

## 참고 자료
- 범박초등학교 - 한국교육학술정보원 학교알리미